# Marcel Van Bulck
Karel Josefina Marcel Van Bulck (Boom, 23 maart 1915 - aldaar, 12 maart 1996) was een Belgisch politicus voor de BSP. Hij was burgemeester van Boom.

## Biografie
In 1971 werd hij burgemeester van Boom, een mandaat dat hij uitoefende tot 1976.
Hij was de opdrachtgever voor het werk  'Zo was Boom'  van geschiedschrijver Alex Vinck.